# Ethobunus vitensis
Ethobunus vitensis is een hooiwagen uit de familie Zalmoxioidae.